# 基督教香港信義會
基督教香港信義會（英語：The Evangelical Lutheran Church of Hong Kong），簡稱香港信義會（ELCHK），是一所位於香港的信義宗教會。該教會在香港開辦多間學校、社會服務單位及一間神學院 。香港基督教協進會、世界信義宗聯會成員，其社會服務部（Evangelical Lutheran Church Social Service, ELCSS-HK）亦為香港公益金會員機構。 基督教香港信義會（ELCHK）與香港路德會（Lutheran Church - Hong Kong Synod, LCHKS）互不從屬，獨立運作。

## 歷史
十九世紀末信義宗傳教士從德國、北歐、美國往中國傳道，在東北、山東、陝西、河南、湖北、湖南、廣東等地建立教會、學校、醫院等設施，直至1920年代先後成立中華信義會、信義神學院和信義書報部。1948年12月1日，信義神學院師生從湖北灄口遷至香港，神學院畢業生在香港開展傳道工作，並於沙田道風山暫設神學院講學場所（後成為信義宗神學院永久院址），期間活動包括1950年於荃灣開設禮拜堂。1954年2月27日教會代表在道風山舉行第一屆總議會，正式成立「基督教香港信義會」，選出彭福牧師為成為該會第一任監督。

## 宗旨
按著主耶穌基督的吩咐傳播福音，施行聖禮，培育信徒及服侍人群，並在本港不同地區設立堂會，也興辦學校教育及社會服務，服侍社群。

## 信仰根基
信義會遵奉《聖經》為三一上帝啟示之道，是信仰、教義及人生唯一之完全準則；承認《使徒信經》、《尼西亞信經》及《亞他拿修信經》，是對聖父、聖子、聖靈三一上帝真道之扼要而正確的說明。該會接受信義宗信條，特別是《奧斯堡信條原本》及《路德小本基督徒要學》，視為基督教信仰正確而適當的一種解釋。

## 組織架構
該會體制屬於總會制，代表大會由教牧人員和各堂會代表組成。代表大會會選出監督和副監督以牧養和管理教會。監督為全會領袖，擔任常務委員會主席，並提名十名常務委員為各部部長以推動聖工發展。常務委員會每月召開一次商議本會事務的會議。監督也擔任牧師團主席，負責會內授職、按立和神學教義等事宜。該會亦是註冊法定團體，設會員大會選出董事會、監督和副監督為當然董事。該會設有總辦事處，由執行幹事帶領，另有教會事工主任及職員辦理日常事務。
該會內的常務委員會有以下各部門，分工協作主理各類工作，各部職責如下：
●人事策劃部：處理各類人事安排，包括牧師和教師之聘辭、調遣、請假、深造、退休、頤養、撫恤，以及人才儲備，選拔及訓練等工作。
●經濟受託部：處理財經事務，資源管理及運用，員工薪津，公積金制度及推行金錢受託教育等工作。
●傳道牧養部：專責發展傳道牧養事工，了解各分區堂會的情況，協助建立牧養模式，策劃同工及義工訓練，推行並督導植堂等工作。
●學校教育部：專責學校管理和發展，促進基督教辦學精神。
●信徒培育部：主力培育信徒及發展聖樂，協助各堂推行靈修及培訓等工作。
●家庭關顧部：主理家庭教育及推動成人事工，關顧獨身人士、單親家庭及老人等群體。
●社會服務部（Evangelical Lutheran Church Social Service, ELCSS-HK）：專責推行、計劃和發展社會服務工作，並研究相關工作的成效，積極發揮基督教的服務精神；於九龍窩打老道50A信義樓 及 新界葵涌葵盛圍364號馮鎰社會服務大樓均設有服務中心；另設有青年護理服務啟航計劃（Navigation Scheme for Young Persons in Care Services）。
●海外宣教部：主管海外差傳事工，協助教育及加強堂會的差傳意識，增加合作。
●大眾傳播部：主管大眾傳播事務，負責出版及管理出版社等工作。
●青少年部：專責發展青少年事工，協助各堂推行青少年事工，牧養及教育青少年。
常務委員會也可按實際情況，設立不同事工委員會以完成各項工作。 

## 事工發展

###### 傳道
該會藉由設立三種機構：堂會、興辦學校及社會服務單位來傳揚福音。現時全港合共有會員堂五十一間，信徒一萬八千人，教牧同工約一百多位。會員堂資料如下：
| 堂會名稱           | 地址                                               | 電話      |
| ------------------ | -------------------------------------------------- | --------- |
| 港島區             |                                                    |           |
| 1. 信愛堂          | 柴灣常安街 77號發達中心18樓                        | 2558-1331 |
| 2. 信望堂          | 筲箕灣西灣河街 46-56號西灣河大廈 4樓全層           | 2560-2351 |
| 3. 信樂堂          | 柴灣興華一邨美華樓地下                             | 2904-4351 |
| 4. 主恩堂          | 北角電氣道 22-52號金殿大廈 2字樓 F-H座             | 2570-3648 |
| 5. 灣仔堂          | 灣仔謝斐道 121-123號香海大廈1樓 C, D, E座          | 2527-7255 |
| 6. 真愛堂          | 西環德輔道西 334-350號恒裕大廈1樓 B座              | 2548-1849 |
| 7. 香港仔堂        | 香港仔大道 200號香港仔渣打銀行大廈 2-3字樓         | 2554-2165 |
| 九龍東區           |                                                    |           |
| 8. 平安堂          | 觀塘秀茂坪曉光街 42號曉華大廈 3字樓 1A, 4A, 4B室   | 2340-4111 |
| 9. 恩澤堂          | 將軍澳尚德邨尚智樓4樓平台                          | 2772-1556 |
| 10. 靈安堂         | 觀塘海濱道 133號萬兆豐中心 7樓 J, K ,L室           | 2797-3063 |
| 11. 聖保羅堂       | 觀塘通明街 21號 A地下                              | 2343-6413 |
| 12. 信恩堂         | 觀塘巧明街 111號富利廣場 7樓 701室                 | 2776-7855 |
| 13. 鴻恩堂         | 土瓜灣長寧街 52-56號地下                           | 2365-3836 |
| 14. 主愛堂         | 新蒲崗大有街 3號萬迪廣場 12樓 J-K室                | 2322-5018 |
| 15. 永恩堂         | 紅磡寶其利街 44-56號金華商場 1樓 1-4及 7-12號      | 2365-9980 |
| 16. 真理堂         | 油麻地窩打老道 50號                                | 2332-5691 |
| 17. 腓力堂         | 九龍城福佬村道 2A-2B號 3樓                         | 2714-7980 |
| 九龍西區           |                                                    |           |
| 18. 頌恩堂         | 旺角旺角道 11-13號藝旺商業大廈 2字樓               | 2332-0514 |
| 19. 馬氏紀念禮拜堂 | 旺角太子道西 108-118號康齡大廈 2樓 C, G-H座        | 2381-1654 |
| 20. 蒙恩堂         | 九龍塘又一村瑰麗路 36號                            | 2778-0736 |
| 21. 永生堂         | 深水埗醫局街128-132號金輝樓 3字樓                  | 2387-6475 |
| 22. 鑽石堂         | 深水埗南昌邨昌頌樓地下                             | 2387-6262 |
| 23. 深信堂         | 深水埗培德街8號                                    | 2779-0107 |
| 24. 長沙灣堂       | 深水埗福華街27號朝光商業大廈2樓                    | 4636-1830 |
| 荃葵青嶼區         |                                                    |           |
| 25. 中心堂         | 葵涌光輝圍7-9號光輝大廈3字樓                       | 2427-3807 |
| 26. 福樂堂         | 荃灣青山道455-457號華懋荃灣廣場13樓1308-1309室     | 2420-3445 |
| 27. 葵恩堂         | 葵芳興芳路188-190號協德大廈閣樓                    | 2428-4466 |
| 28. 天恩堂         | 葵涌葵盛圍364號                                    | 2480-5833 |
| 29. 合一堂         | 葵涌葵聯邨聯悅樓1樓                                | 2407-3082 |
| 30. 青衣靈工堂     | 青衣涌美老屋村3號地下及1樓                         | 2497-1166 |
| 31. 青衣靈匠堂     | 青衣青衣邨宜居樓地下                               | 2497-0600 |
| 32. 道恩堂         | 大嶼山東涌文東路17區                               | 2988-1487 |
| 沙馬區             |                                                    |           |
| 33. 活靈堂         | 沙田銅鑼灣山路1號                                  | 2691-2047 |
| 34. 道風山堂       | 沙田道風山路33號                                   | 2694-4013 |
| 35. 堅信堂         | 沙田馬鞍山錦豐苑錦蘭閣A及B翼地下                   | 6388-5345 |
| 36. 救恩堂         | 沙田沙田頭新村2區28號                              | 2691-0477 |
| 37. 沐恩堂         | 油麻地窩打老道50號A信義樓4樓                       | 2681-1800 |
| 38. 馬鞍山真理堂   | 沙田馬鞍山恒安邨                                   | 2642-9369 |
| 元屯天區           |                                                    |           |
| 39. 靈暉堂         | 屯門彩暉花園商場地下9-10號及17號                   | 2441-5269 |
| 40. 尊聖堂         | 屯門青賢街15號                                     | 2457-4473 |
| 41. 靈康堂         | 屯門兆康苑兆康商場2樓227室                         | 6195-5336 |
| 42. 元朗生命堂     | 元朗安寧路115-137號                                | 2478-6913 |
| 43. 天耀生命堂     | 元朗天水圍天耀邨耀華樓地下                         | 2617-0576 |
| 44. 錦上生命堂     | 元朗八鄉錦上路吳家村104號                          | 2488-6603 |
| 45. 元光堂         | 元朗日新街5號日新大廈3字樓                         | 2478-5023 |
| 46. 宏信堂         | 元朗欖口村路25號地下                               | 2944-2000 |
| 47. 榮真堂         | 元朗流浮山深灣路榮真學校                           | 2472-1148 |
| 新界北區           |                                                    |           |
| 48. 活道堂         | 大埔太和邨麗和樓地下                               | 2650-8865 |
| 49. 頌主堂         | 粉嶺祥華邨祥豐樓地下                               | 2669-1980 |
| 50. 榮光堂         | 粉嶺馬會道270號                                    | 2679-0302 |
| 51. 靈合堂         | 上水彩園邨彩麗樓地下101-116號 上水古洞南石仔嶺7號B | 2671-2211 |

另於西貢蛋家灣設有基督教香港信義會靈愛中心（Ling Oi Centre），又稱靈愛蛋家灣中心（Ling Oi Tan Ka Wan Treatment Centre），原由基督教信義會芬蘭差會（Finnish Evangelical Lutheran Mission）（FELM）於1970年創辦，當時主要為已完成戒毒療程的青年人提供中途宿舍服務，於2014年4月1日併入基督教香港信義會。現時靈愛為戒毒人士提供全面的康復服務；包括外展探訪、登記接見聚會、戒毒康復訓練、中途宿舍融入社會服務、家庭工作和跟進續顧服務。
2022年，粵南信義會（Lutheran Philip House）（由德國傳教士在中國廣東省創辦，1968年遷香港、1970年12月在香港註冊）連同轄下粵南信義會腓力堂家庭服務中心、粵南信義會腓力堂興民幼兒學園、粵南信義會腓力堂啟業幼兒學園、粵南信義會腓力堂馬頭圍幼兒學園、粵南信義會腓力堂愛鄰幼兒學園、粵南信義會天康堂，併入基督教香港信義會。